# The Peacock Feather Fan
The Peacock Feather Fan è un cortometraggio muto del 1914 diretto da Harry A. Pollard. Prodotto dalla Beauty (American Film Manufacturing Company) su un soggetto di Marie Layet, il film aveva come interpreti lo stesso Pollard affiancato dalla moglie, l'attrice Margarita Fischer, e da Julius Frankenburg, Joe Harris, Gladys Kingsbury.

## Trama
Il noto compositore John Keith siede solo nel suo studio guardando con malinconia una piuma di pavone rotta che gli riporta alla mente vecchi ricordi. L'amico Billy lo presenta a Polly Bainbridge: i due si innamorano e, pure se Martin Courtland l'ama da anni, lei gli preferisce John. La signora Willing, una bella vedova, cerca di flirtare prima con Courtland, poi con John e quindi con Billy che, finalmente, risponde alle sue avances. A una festa da ballo, John si dichiara a Polly e i due suggellano il loro fidanzamento abbracciandosi. Nella stretta, il ventaglio di piume di pavone di Polly perde una piuma che si rompe. John prende la piuma e la conserva in tasca.

Qualche settimana più tardi, la signora Willing chiede a Polly di prestarle quel bel ventaglio che si abbina così bene al suo abito da sera. Polly, quella sera, non si sente troppo bene e non esce con John che si reca solo a teatro. Ritornando a casa, passa davanti alla porta di Billy che abita lì vicino e ne vede la figura stagliata contro il vetro con una donna tra le braccia. Pensando di prendere in giro l'amico, bussa alla sua porta, ma Billy al vederlo sembra stranamente a disagio. John trova a terra una piuma di pavone rotta e giunge alla conclusione che la donna che ha intravisto deve essere Polly. Quella notte stessa, John parte per un lungo viaggio dopo avere lasciato una lettera a Polly nella quale le annuncia la rottura del loro fidanzamento.

Cerca di dimenticare la ragazza e l'amico, senza riuscirci. Dopo un anno ritorna. Billy gli spiega che non era Polly la donna con lui quella sera, ma ormai è troppo tardi: Polly si è sposata con Courtland.

Anche se famoso, John è rimasto un uomo solo che adesso fissa mestamente la piuma rotta.

## Produzione
Il film fu prodotto dalla Beauty (American Film Manufacturing Company).

## Distribuzione
Distribuito dalla Mutual, il film - un cortometraggio in una bobina - uscì nelle sale statunitensi il 24 marzo 1914.